# Helden en Herrieschoppers
Helden en Herrieschoppers is een Nederlands geschiedenisprogramma van de Evangelische Omroep.

## Geschiedenis
Helden en Herrieschoppers is de kinderversie van God in de Lage Landen, dat van 2010 tot 2012 werd uitgezonden. Het programma wordt gepresenteerd door Klaas van Kruistum en Anne-Mar Zwart op afwisselende historische locaties.
De eerste twee seizoenen werden uitgezonden onder de titel Voor God en Vaderland.
In 2014 werd het programma geselecteerd voor de finale van Prix Jeunesse, een internationale onderscheiding voor kinderprogramma's. Het won uiteindelijk de kinderjuryprijs in de categorie non-fictie in de leeftijd 7-11 jaar. De prijs werd op 4 juni dat jaar uitgereikt.

## Afleveringen

### Seizoen 1
| Nr. | Thema Klaas              | Thema Anne-Mar        | Prominente locaties | Datum             |
| --- | ------------------------ | --------------------- | ------------------- | ----------------- |
| 1   | Jan van Arkel            | Klokkenluiden         | Utrecht             | 26 augustus 2012  |
| 2   | Willem van Oranje        | Inname van Den Briel  | Brielle, Delft      | 2 september 2012  |
| 3   | Willibrord en de Friezen | Relikwieën            | Utrecht, Amsterdam  | 9 september 2012  |
| 4   | Godfried van Bouillon    | Middeleeuws kampement | Bouillon            | 16 september 2012 |
| 5   | Norbertus                | Klooster              | Aduard              | 23 september 2012 |
| 6   | Vincent van Gogh         | Kolenmijn             | Wasmes (Borinage)   | 30 september 2012 |

### Seizoen 2
| Nr. | Thema Klaas                 | Thema Anne-Mar                    | Prominente locaties        | Datum            |
| --- | --------------------------- | --------------------------------- | -------------------------- | ---------------- |
| 1   | Jacobus Koelman             | Kerstman, paashaas en Sinterklaas | Sluis                      | 24 februari 2013 |
| 2   | Liduina van Schiedam        | Hostie                            | Schiedam                   | 3 maart 2013     |
| 3   | Michiel de Ruyter           | marine                            | Lelystad                   | 10 maart 2013    |
| 4   | Lodewijk Napoleon Bonaparte | verleiden                         | Paleis Het Loo (Apeldoorn) | 17 maart 2013    |
| 5   | Martelaren van Gorcum       | marteling                         | Brielle, Gorinchem         | 24 maart 2013    |
| 6   | Titus Brandsma              | de Grebbelinie                    | Woudenberg, Nijmegen       | 31 maart 2013    |
| 7   | Johan van Oldenbarnevelt    | musketschieten                    | Den Haag                   | 7 april 2013     |

### Seizoen 3
Na twee seizoenen de titel Voor God en Vaderland te hebben gedragen wordt vanaf dit derde seizoen het programma uitgezonden als Helden en Herrieschoppers.
| Nr. | Thema Klaas              | Thema Anne-Mar    | Prominente locaties                        | Datum            |
| --- | ------------------------ | ----------------- | ------------------------------------------ | ---------------- |
| 1   | Graaf Willem II          | riddertoernooi    | Muiderslot (Muiden)                        | 27 oktober 2013  |
| 2   | Peter Paul Rubens        | de pest           | Antwerpen                                  | 3 november 2013  |
| 3   | Willem I der Nederlanden | butler            | -                                          | 10 november 2013 |
| 4   | Paus Adrianus VI         | gif               | Sint-Pieter (Oudenbosch)                   | 17 november 2013 |
| 5   | Jeanne d'Arc             | heksenjacht       | -                                          | 24 november 2013 |
| 6   | Jan Pieterszoon Coen     | scheepsjongen     | -                                          | 1 december 2013  |
| 7   | Franciscus van Assisi    | middeleeuwse mode | -                                          | 8 december 2013  |
| 8   | Pierre Cuypers           | glas in lood      | Rijksmuseum Amsterdam, Kasteel Haarzuilens | 15 december 2013 |